# Мостовая (Гурьевский район)
Мостова́я — деревня в Гурьевском районе Кемеровской области. Входит в состав Новопестеревского сельского поселения.

## География
Центральная часть населённого пункта расположена на высоте 205 метров над уровнем моря.

## Население
По данным Всероссийской переписи населения 2010 года, в деревне Мостовая проживает 139 человек (72 мужчины, 67 женщин).